# Сехемкара
Сехемкара (Мощь души (бога) Ра) или Анхкара (Жизнь души (бога) Ра) — тронное имя египетского фараона Первого переходного периода
Предположительно принадлежит к VIII династии. Известен только из «Берлинского папируса» (№ 10523), который хранится в Берлинском музее «Ägyptisches Museum und Papyrussammlung», написанного иератическим письмом.
Египтолог Силке Рот предположил, что Сехемкара могло быть именем фараона VI династии Меренра II, в заупокойном храме матери которого был найден фрагмент рельефа с именем, которое может быть прочтено как Анхкара.